# 裸項彎線䲁
裸項彎線䲁（學名：Helcogramma gymnauchen），為輻鰭魚綱䲁形目三鰭䲁科彎線䲁屬的一個種，分布於西太平洋印尼、巴布亞紐幾內亞和澳洲北部海域，深度1至10公尺，本魚體型小呈圓柱狀，吻部短，側面鈍，眼眶上有觸鬚，上頜向後延伸至眼前緣下方，上下頜齒細而密，後頸沒有鱗片, 背鰭硬棘17-19枚、背鰭軟條8-11枚、臀鰭硬棘1枚、臀鰭軟條16-20枚，體長可達4公分，棲息在海草生長的礁岩平台，以藻類及小型無脊椎動物為食，雌魚產附著性卵在藻類築的巢，雄魚會守護卵，幼魚為浮游性，生活習性不明。